# آيت ويكمان (تاركة نتوشكة)
آيت ويكمان هي إحدى مشيخات المملكة المغربية، تتبع جغرافيا لإقليم شتوكة آيت باها وإداريًا لتاركة نتوشكة. يقدر عدد سكانها بـ 1758 نسمة حسب الإحصاء الرسمي للسكان والسكنى لسنة 2004.